# Nesolecithus africanus
Nesolecithus africanus är en plattmaskart som beskrevs av Dönges och Harder 1966. Nesolecithus africanus ingår i släktet Nesolecithus och familjen Schizochoeridae. Inga underarter finns listade i Catalogue of Life.